# Johannes Baptist Franzelin

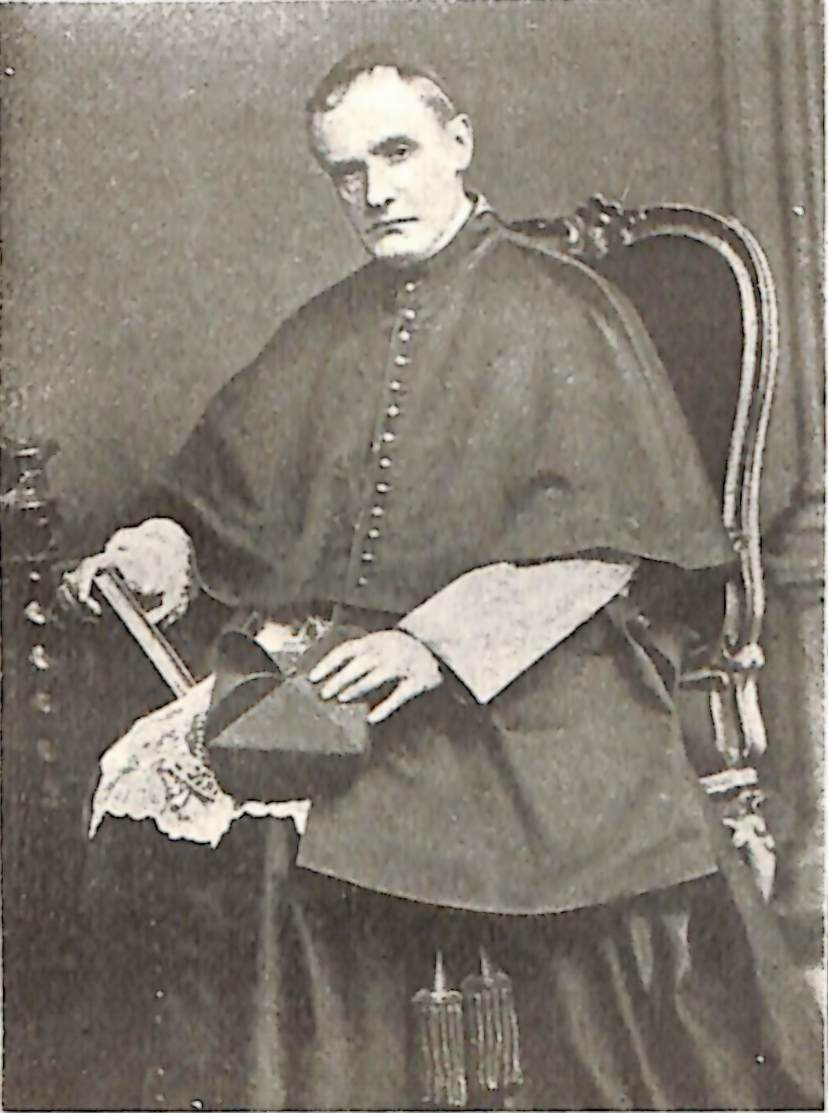
Johannes Baptist Kardinal Franzelin (vor 1886)

Johann Baptist Georg Franzelin SJ (* 15. April 1816 in Aldein, Südtirol; † 11. Dezember 1886 in Rom) war österreichischer Jesuit, Kardinal und Theologe.

## Leben
Franzelin trat mit 18 Jahren, nach dem obligaten Noviziat, 1834 in die Societas Jesu. ein. Er studierte Philosophie und wirkte im Anschluss daran einige Zeit als Dozent in Tarnopol und Lemberg in Galizien.
1845 ging Franzelin an das Collegium Romanum der Gregoriana in Rom. Drei Jahre später entsandte ihn sein Orden nach Großbritannien. Später konnte er nach Rom zurückkehren und sein Studium erfolgreich zu Ende bringen. Sofort im Anschluss daran betraute man ihn dort mit einem Lehrauftrag; u. a. für orientalische Sprachen. Am 23. Dezember 1849 empfing er die Priesterweihe für die Gesellschaft Jesu.
Zwischen 1857 und 1876 war Franzelin Lehrstuhlinhaber für Dogmatik. Als solcher fungierte er auch als Konsultor für verschiedene Kongregationen. Daneben war er maßgeblich an der Erarbeitung mehrerer Konstitutionen des Ersten Vatikanischen Konzils beteiligt.
Papst Pius IX. kreierte Franzelin im Konsistorium am 3. April 1876 zum Kardinalpriester der Titelkirche Santi Bonifacio e Alessio. Er nahm am Konklave 1878 teil, aus dem Leo XIII. als Papst hervorging. Ab dem 28. März 1885 war er Präfekt der Kongregation für Ablässe und die heiligen Reliquien.
Franzelin starb am 11. Dezember 1886 in Rom, nachdem er durch Pierre Jean Beckx, den Generalsuperior der Jesuiten, die Sterbesakramente empfangen hatte, und wurde zunächst auf dem Friedhof Campo Verano bestattet. Anlässlich seines 100. Todestages wurden seine Gebeine in die Pfarrkirche seines Geburtsortes Aldein überführt und dort am 19. Mai 1986 beigesetzt.

## Nachwirkung
Die Mittelschule in Leifers trägt seinen Namen J. K. Franzelin.